# Parodia permutata
Parodia permutata là một loài thực vật có hoa trong họ Cactaceae. Loài này được (F. Ritter) Hofacker mô tả khoa học đầu tiên năm 1998.